# Dom na Komni
Dom na Komni (1520 m) je planinska postojanka na vzhodnem robu planote Komne, ki se strmo spušča v Bohinjsko dolino. Dom je bil zgrajen leta 1936 in nato večkrat prenovljen in posodobljen, do njega vozi tudi tovorna žičnica. Stoji na križpotju večjih planinskih poti, zato sodi med najbolj obiskane planinske postojanke v slovenskih gorah. Upravlja ga Planinsko društvo Ljubljana - Matica in je celo leto oskrbovan. Dom ima gostinski prostor s 70 sedeži in točilnim pultom. Prenočišča nudi v 21 sobah s 70 posteljami in skupno spalnico z 10 ležišči.

## Dostopi
- 2½h: od Koče pri Savici (653 m),
- 3½h: od Koče pri Savici čez Komarčo.

## Prehod
- 15 min: do Koče pod Bogatinom (1513 m),
- 2½h: do Planinskega doma pri Krnskih jezerih (1385 m) čez Vratca,
- 2½h: do Koče pri Triglavskih jezerih (1685 m), čez Planino Kal,
- 3h: do Koče pri Triglavskih jezerih, mimo Črnega jezera.

## Ture
- na Bogatin (1977 m) 2h
- na Mahavšček (2008 m) 2.30h
- na Krn (2245 m) 5-7h